# Jan Zenon Jasiński
Jan Zenon Jasiński (ang. John Zenon Jasinski, ur. 1888, zm. 1951 w Buffalo) – biskup Polskiego Narodowego Kościoła Katolickiego.
Proboszcz parafii katedralnej Matki Bożej Różańcowej w Buffalo w latach 1927–1951, pierwszy ordynariusz diecezji Buffalo-Pittsburgh PNKK w latach 1928–1951.